# 샤 잭슨

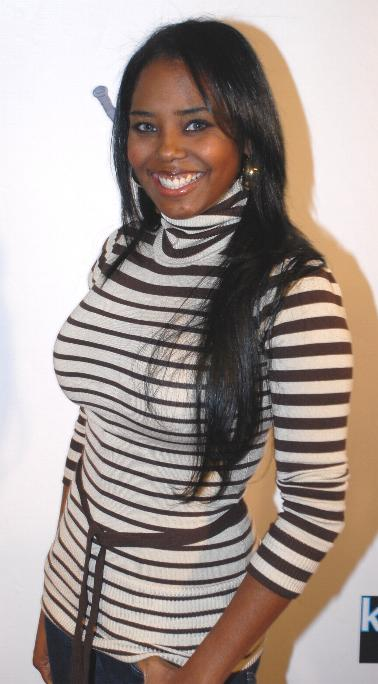

샤 잭슨(Sharisse Jackson, 1976년 9월 4일 ~ )는 미국의 음악가, 배우, 영화 제작자, 가수, 래퍼이다.
보스턴에서 태어났다.

## 출연 작품
- One Blood (2012)
- 블러드 이펙트 (2011년) - 샤/리사 역
- 아이 두... 아이 디드! (2009년) - 캔디 역
- 더 하우스 댓 잭 빌트 (2009년)
- 톡식 (2008년)
- 러브 앤 베스킷볼 (2000년) - 펠리시아 역
- 햄버거 특공대 (1997년)